# Sandra Paños
Sandra Paños García-Villamil (* 4. November 1992 in Alicante) ist eine spanische Fußballtorhüterin. Die Torfrau steht derzeit beim spanischen Erstligisten FC Barcelona unter Vertrag und spielte 2011 erstmals für die spanische Nationalmannschaft.

## Karriere

### Vereine
Sandra Paños spielte in ihrer Kindheit zunächst als Torhüterin in einem Futsalteam. Im Alter von zehn Jahren spielte sie dann für Sporting Plaza de Argel (ehemals Hércules).
Ab 2010 spielte Paños in der Primera División für UD Levante. Obwohl sie auch ein Angebot von Atlético Madrid erhalten hatte, entschied sie sich für Levante, da sich der Verein in der Nähe ihres Heimatortes Alicante befindet. Nach einer erfolgreichen ersten Saison verlängerte sie ihren Vertrag 2011 bis zum Jahr 2012.
Am 4. Juni 2015 erzielte Paños bei einem Freistoß aus dem Mittelfeld in einem Spiel gegen Espanyol Barcelona das erste Tor ihrer Karriere.
Nach der Fußball-Weltmeisterschaft der Frauen 2015 wechselte Paños von Levante zum FC Barcelona. In ihrer ersten Champions-League-Saison gehörte sie als erste Spielerin des FC Barcelona überhaupt zum Kader der Saison. Außerdem erhielt sie ihre erste Zamora-Trophäe.
In der Saison 2017/18 erhielt sie ihre zweite Zamora-Trophäe, da sie in 26 Ligaspielen lediglich 12 Gegentore erhalten hatte. Bis zum Rückzug von Laura Ràfols im Jahr 2018 teilten sich Paños und Ràfols die Arbeit als Torhüterin. In der darauffolgenden Saison wurde Paños dritte Kapitänin der Mannschaft. 2019 erhielt sie ihre dritte Zamora-Trophäe, da sie in der Saison 2018/19 nur 11 Gegentore erhalten hatte. In der Saison 2019/20 war sie nur noch vierte Kapitänin, da Alexia Putellas zur zweiten Kapitänin ernannt wurde.
Nach der vorzeitigen Beendigung der Saison 2019/20 aufgrund der COVID-19-Pandemie erhielt Paños ihre vierte Zamora-Trophäe. In dieser Saison erhielt sie durchschnittlich nur 0,26 Gegentore pro Spiel.
Im Mai 2021 verlängerte Paños ihren Vertrag bei Barcelona bis Juni 2024. Paños wurde in den Kader der Saison der UEFA Women’s Champions League 2020/21 aufgenommen und als Torhüterin der Champions-League-Saison 2020/21 ausgezeichnet. In der Saison 2020/21 hatte sie lediglich 12 Gegentore erhalten. Sie war jedoch nicht für die Zamora-Trophäe berechtigt, da sie aufgrund einer Oberschenkelverletzung drei Monate lang ausfiel und somit nicht die mindestens erforderlichen 28 Spiele absolvieren konnte.
Nach dem Wechsel von Vicky Losada zu Manchester City wurde Paños in der Saison 2021/22 wieder dritte Kapitänin der Mannschaft. Im Oktober 2021 wurde sie für den Ballon d’Or 2021 nominiert.

### Nationalmannschaft
Paños kam als Torhüterin bei der U-17-Fußball-Europameisterschaft der Frauen 2009, der U-19-Fußball-Europameisterschaft der Frauen 2010 und der U-19-Fußball-Europameisterschaft der Frauen 2011 zum Einsatz.
Im September 2011 wurde sie als Ersatz für die verletzte María José Pons erstmals in die spanische Nationalmannschaft berufen. Fünf Monate später kam sie bei einem Freundschaftsspiel gegen Österreich erstmals für die Nationalmannschaft zum Einsatz. Als dritte Torhüterin war sie Bestandteil des spanischen Kaders für die Fußball-Weltmeisterschaft der Frauen 2015.
Seitdem Jorge Vilda 2017 Trainer der Nationalmannschaft wurde, gehört Paños zu den Stammspielerinnen. So spielte sie bei der Fußball-Europameisterschaft der Frauen 2017 in allen vier Spielen bis zum Ausscheiden im Viertelfinale für die Nationalmannschaft.
Obwohl sich Paños vor der Fußball-Weltmeisterschaft der Frauen 2019 mit Lola Gallardo abwechseln musste, absolvierte sie bei der Weltmeisterschaft alle vier Spiele der spanischen Nationalmannschaft. Spanien gelang damit erstmals die Teilnahme an der Finalrunde einer Fußball-Weltmeisterschaft der Frauen, allerdings schied die Mannschaft im Viertelfinale aus. Bei der Fußball-Europameisterschaft der Frauen 2022 kam Paños ebenfalls in allen vier Spielen zum Einsatz, auch hier schied die Mannschaft im Viertelfinale aus.

## Erfolge
Barcelona
- Primera División: 2019/20, 2020/21, 2021/22
- UEFA Women’s Champions League (2): 2020/21,[26] 2022/23[27]
- Copa de la Reina: 2017, 2018, 2019/20, 2020/21, 2021/22
- Supercopa de España: 2019/20, 2021/22
- Copa Catalunya: 2016, 2017, 2018, 2019

Spanien-U17
- U-17-Fußball-Europameisterschaft der Frauen: 2010

Spanien
- Algarve-Cup: 2017
- Zypern-Cup: 2018

Individuell
- Zamora-Trophäe: 2015/16, 2017/18, 2018/19, 2019/20
- Kader der Saison der UEFA Women’s Champions League: 2015/16, 2017/18, 2018/19, 2019/20, 2020/21
- Torhüterin der Saison der UEFA Women’s Champions League: 2020/21